# Paris-Roubaix de 1937
A 38.ª edição da Paris-Roubaix teve lugar a 28 de março de 1937 e foi vencida pelo italiano Jules Rossi.

## Percurso
Esta edição contou com 255 km e partiu de Argenteuil. A corrida passou por Pontoise , Méru, Beauvais, Breteuil, Amiens, Doullens, Arras, Hénin-Beaumont, Seclin. Finalizou em Roubaix , na avenida Gustave-Delory.

## Participantes
181 ciclistas foram inscritos nesta Paris-Roubaix. 78 foram belgas, 76 franceses, 9 holandeses, 8 italianos, 5 suíços, 2 luxemburgueses, 2 alemães e um espanhol.

## Desenvolvimento da corrida
À saída de Pontoise , Fernand Mithouard escapou-se. Caçado pelo pelotão, volta a atacar junto com Joseph Moerenhout, François Blin, Maurice Archambaud, Gustave Danneels, François Passat e Antoine van Schendel. Em Beauvais , este grupo conta com quatro minutos de vantagem com respeito ao pelotão. Vários corredores saltam do pelotão e conseguem unir à cabeça de corrida. Dez corredores van agora em cabeça quando passam por Doullens .
Após o passo por Arras, Félicien Vervaecke escapa-se em solitário. Após 20 km, sete corredores deram-lhe caça: Gustave Danneels, Albert Hendrickx, Noël Declercq, Aimé Lievens, Emiel Vandepitte, Severin Vergili e Jules Rossi. A estes corredores uniu-se-lhes mais tarde outro ciclista italiano, César Moretti, ainda que depois cederia tempo devido a um furo e uma queda. Rossi atacou, mas foi retido durante um tempo pelas barreiras de um passo a nível em Lesquin e viu como seus perseguidores alcançaram-lhe, salvo Danneels e Vergili que não lhes puderam seguir.
Ao chegar à avenida Rossi vence ao sprint aos quatro corredores belgas que o acompanhavam. Com 23 anos, converteu-se no primeiro ciclista italiano em ganhar a Paris-Roubaix.

## Classificação geral
|    | Ciclista         | Equipa         | Tempo      |
| -- | ---------------- | -------------- | ---------- |
| 1  | Jules Rossi      | Thomann        | 7h 17' 57" |
| 2  | Albert Hendrickx | -              | m. t.      |
| 3  | Noël Declercq    | Leducq-Mercier | m. t.      |
| 4  | Emiel Vandepitte | Dilecta        | m. t.      |
| 5  | Aimé Lievens     | -              | m. t.      |
| 6  | Gustave Danneels | Alcyon-Dunlop  | + 1' 03"   |
| 7  | Edgard De Caluwé | Dilecta        | m. t.      |
| 8  | Frans Bonduel    | Dilecta        | m. t.      |
| 9  | Severin Vergili  | -              | m. t.      |
| 10 | Georges Speicher | Alcyon-Dunlop  | m. t.      |